# Abu Saʿīd ibn Abi l-Khayr
Abū Saʿīd ibn Abī l-Khayr (in persiano أبو سعيد ﺑﻦ أﺑﻲ الخير‎; Mayhana, 7 dicembre 967 – 1049) è stato un mistico persiano.

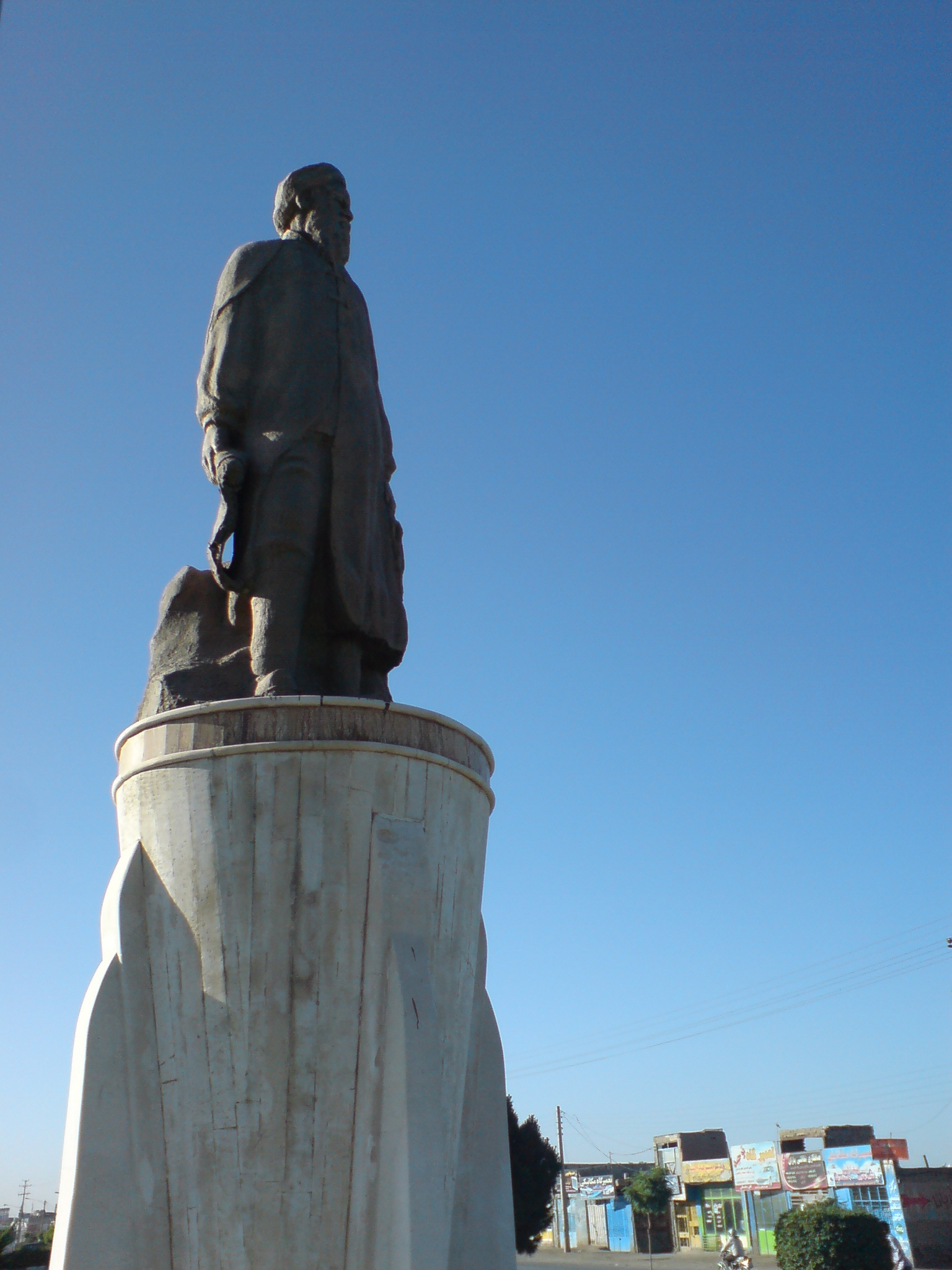
Statua eretta in onore di Abū Saʿīd b. Abī l-Khayr a Neysapur (Iran.

Sufi originario della città khorasanica di Mayhana (in persiano  میهنه‎), o Mīhna, capoluogo del distretto di Khāwarān (attuale Razavi Khorasan), Abū Saʿīd ibn Abī l-Khayr appartenne alla cerchia dei mistici di Nīshāpūr.
Studiò sotto la guida di Abū Muḥammad Ayyārī e di Abū l-Qāsim Bishr-i Yāsīn, entrambi suoi concittadini. Proseguì i suoi studi quindi a Merv per un decennio e a Sarakhs abbracciò la visione sufi dell'islam, affascinato dall'insegnamento di Luqmān di Sarakhs, che lo condusse alla khanqa dove operava Abū l-Faḍl Ḥasan, affidandoglielo perché gli facesse da guida (pir).
Con lui rimase fino all'età di 40 anni, quando la sua iniziazione poté essere considerata completata.
Dopo la morte dei genitori, rotto in tal modo qualsiasi vincolo di amore filiale che lo legava ad essi, Abū Saʿīd b. Abī l-Khayr si ritirò a condurre una vita da romito per la durata di sette anni, tra la sua città natale e Abīward e tra Merv e Sarakhs.
Per un anno risiedette poi in un eremo di Āmul, la città più importante del Ṭabaristān (Mazandaran).
Dal 1009 al 1049, anno della morte, spostandosi solo occasionalmente, alla volta di Nīshāpūr e di Kharaqān, forse anche per la forte inimicizia mostratagli dai karramiti (che leggevano il Corano attenendosi rigidamente alla sua lettera) e, per verso opposto, dagli sciiti che facevano capo a Qāḍī Saʿīd.

## Poeta mistico
Ciò che di lui e della sua opera sappiamo proviene essenzialmente dagli Asrār al-Tawḥīd (اسرار التوحید, ossia "I misteri dell'Unità") di Muḥammad ibn al-Munawwar (in persiano Mohammad ebn-e Monavvar). Grazie a lui possiamo conoscere dettagli della sua vita e, soprattutto, la grande quantità di suoi componimenti poetici. Abū Saʿīd b. Abī l-Khayr, infatti, fu un autentico pioniere di questo genere letterario applicato alla via mistica, precorrendo altri poeti quali Ḥāfeẓ di Shīrāz - che compose apprezzati ghazāl e un notissimo Canzoniere - o Ibn al-Fāriḍ, autore di una celeberrima Tāʾiyya al-kubrā ("La grande [opera] in versi che finiscono in Tāʾ) e un non meno famoso Dīwān solo per fare un paio di esempi.

## Il pensiero mistico di Abū Saʿīd b. Abī l-Khayr
Il suo approccio al Sufismo si rifaceva all'insegnamento e alle esperienze dei grandi mistici del passato, non filtrato o alterato da alcuna forma di ragionamento filosofico.

Aderiva al madhhab sciafeita e all'approccio teologico speculativo (kalām) di Abū l-Ḥasan al-Ashʿarī.

Ammirava grandemente sufi quali Bāyazīd Bisṭāmī e al-Ḥallāj (pur non essendo propenso alla visione formalmente antinomistica di questi), ma negli Asrār al-Tawḥīd, nella Tadhkīrat al-Awliyāʾ e nel Nūr al-ʿulūm si afferma che egli visitasse con grande ammirazione lo sceicco Abū l-Ḥasan Kharaqānī e che fosse notevolmente influenzato dal suo esempio..